# Katarzyna Ziębik
Katarzyna Ziębik (* 2. Februar 1971 in Gliwice) ist eine polnische Badmintonspielerin. Sie startet im Parabadminton in der Startklasse SL3 im Einzel und Doppel. Bei der Badminton-Europameisterschaft für Behinderte 2018 in Rodez konnte Ziębik im als Rundenturnier ausgetragenen Einzel den Titel gewinnen. Mit ihrer türkischen Doppelpartnerin Zehra Bağlar holte sie sich die Bronzemedaille.